# Christof Leng

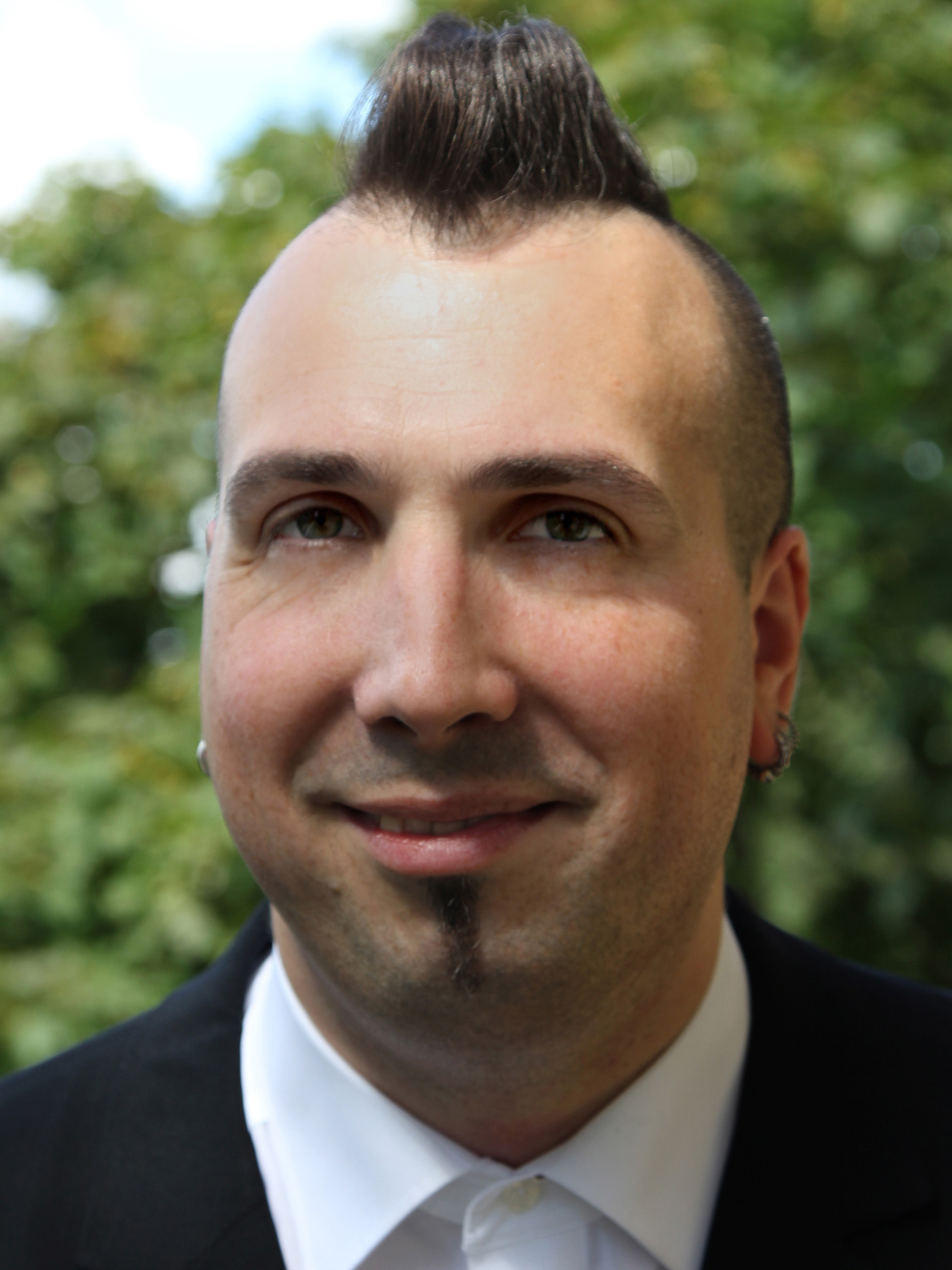
Christof Leng

Christof Leng (* 14. September 1975 in Friedberg) ist ein deutscher Informatiker und war der erste Bundesvorsitzende der Piratenpartei Deutschland.

## Leben
Leng studierte und arbeitete an der Technischen Universität Darmstadt, an der er 2012 über Peer-to-Peer-Netzwerke promovierte. Danach arbeitete er als Gastwissenschaftler am International Computer Science Institute in Berkeley, Kalifornien.
2014 wechselte er als Site Reliability Engineer (SRE) zu Google. Seit 2017 leitet er ein SRE-Team am Google-Standort München.

## Politik
Leng war an der Organisation der Gründung der Piratenpartei Deutschland beteiligt und leitete die Gründungsversammlung am 10. September 2006. Dort wurde er zum ersten Bundesvorstandsvorsitzenden der Piratenpartei Deutschland gewählt. Im Jahr darauf wurde er von Jens Seipenbusch abgelöst.
Er war in den Leitungsgremien der Gesellschaft für Informatik (GI) in verschiedenen Positionen aktiv, unter anderem als gewähltes Mitglied des Präsidiums (2008–2012), als Sprecher des Beirats des wissenschaftlichen Nachwuchses (WiN) und als Vizepräsident der GI (2012–2015).